# Joakim Berg

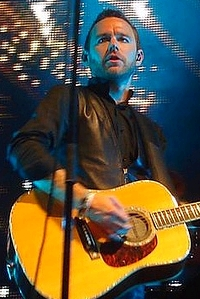
Jocke Berg, 2008

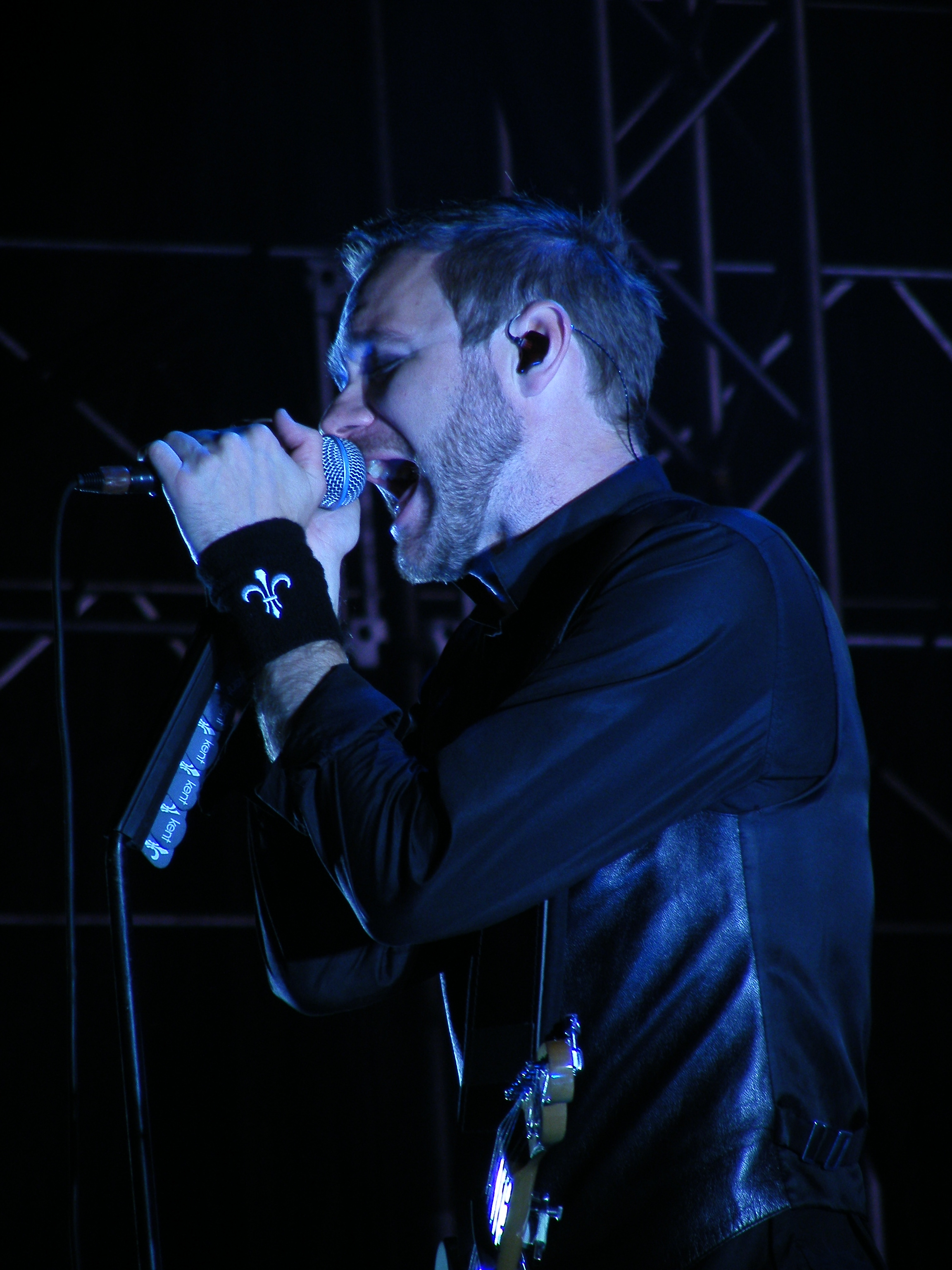
Jocke Berg, 2008

Joakim „Jocke“ Berg (* 16. März 1970 in Torshälla) ist ein schwedischer Musiker. Er ist Sänger, Komponist und Texter der Rockband Kent, die in Skandinavien große Erfolge zu verzeichnen hatte und oft als größte Rockband Schwedens bezeichnet wurde.

## Biografie
Er lebt mit seiner Partnerin Tanja Määttä und den gemeinsamen zwei Söhnen in Kungsholmen/Stockholm. 1998 veröffentlichte er mit Peter Svensson, dem Gitarristen der Cardigans, als Paus ein Album. Mit ihm zusammen schrieb er einige Songs für Lisa Miskovsky und Titiyo (zum Beispiel ihren großen Single-Hit Come along). 2001 kam es zu einer Zusammenarbeit mit Johan Renck alias Stakka Bo, für den er das Lied Killer schrieb und die Gitarren dazu einspielte. Beide nahmen später auch den Titelsong für Rencks Film Downloading Nancy auf. 2010 arbeitete Berg mit dem Sänger und Youngster Erik Hassle zusammen. 2011 hatte er eine kleine Synchronsprecherrolle im Disneyfilm Cars 2, für dessen schwedische Version er das Filmlied 'You might think' sang. In den Jahren 2011–12 folgten weitere Kooperationen mit Nachwuchskünstlern, u. a. Alina Devecerski und Petra Marklund. Auch vor diesem Hintergrund gehört Berg mittlerweile zu den wichtigsten Personen der schwedischen Musikszene.

## Diskografie

### Studioalben
| Jahr | Titel                 | Höchstplatzierung, Gesamtwochen, AuszeichnungChartsChartplatzierungen (Jahr, Titel, Platzierungen, Wochen, Auszeichnungen, Anmerkungen) | Anmerkungen |
| Jahr | Titel                 | SE | Anmerkungen |
| ---- | --------------------- | --- | ----------- |
| 2022 | Jag fortsätter glömma | SE1 (13 Wo.)SE |             |

### Singles
| Jahr | Titel Album                            | Höchstplatzierung, Gesamtwochen, AuszeichnungChartsChartplatzierungen (Jahr, Titel, Album, Platzierungen, Wochen, Auszeichnungen, Anmerkungen) | Anmerkungen                       |
| Jahr | Titel Album                            | SE | Anmerkungen                       |
| --- | -------------------------------------- | --- | --------------------------------- |
| 2008 | Nåt för dem som väntar –               | SE14 (3 Wo.)SE |                                   |
| 2020 | Sverige –                              | SE11 (13 Wo.)SE | mit Molly Sandén & Victor Leksell |
| Folgende Lieder erschienen nicht als Single, wurden aber durch das Album zum Download und Streaming bereitgestellt und konnten somit eine Platzierung erlangen: |                                        | |                                   |
| |                                        | |                                   |
| 2022 | Aniara Jag fortsätter glömma           | SE20 (2 Wo.)SE |                                   |
| 2022 | Barn av vår tid Jag fortsätter glömma  | SE21 (2 Wo.)SE |                                   |
| 2022 | Begravningsbål Jag fortsätter glömma   | SE29 (1 Wo.)SE |                                   |
| 2022 | Legender Jag fortsätter glömma         | SE35 (1 Wo.)SE |                                   |
| 2022 | Låtsasvärlden Jag fortsätter glömma    | SE38 (1 Wo.)SE |                                   |
| 2022 | Ingenmansland Jag fortsätter glömma    | SE48 (1 Wo.)SE |                                   |
| 2022 | Var vi kom ifrån Jag fortsätter glömma | SE54 (1 Wo.)SE |                                   |
| 2022 | Då var allt Jag fortsätter glömma      | SE62 (1 Wo.)SE |                                   |
| 2022 | 4 Jag fortsätter glömma                | SE71 (1 Wo.)SE |                                   |
| 2022 | Mer än ingenting Jag fortsätter glömma | SE80 (1 Wo.)SE |                                   |
| 2022 | Rubicon Jag fortsätter glömma          | SE86 (1 Wo.)SE |                                   |